# L'acchiappatalenti (prima edizione)
La prima edizione del talent show L'acchiappatalenti è andata in onda in prima serata su Rai 1 dal 10 maggio all'8 giugno 2024 per cinque puntate con la conduzione di Milly Carlucci. È andata in onda in diretta dell'Auditorium Rai del Foro Italico di Roma.
L'edizione è stata vinta dall'acchiappatalento Mara Maionchi, dopo aver cantato e ballato interpretando il talento di Black Widow.

## Regolamento
Il programma si snoda attraverso cinque puntate ricche di spettacolo, emozioni e sorprese: i protagonisti sono cinque personaggi famosi che mettono alla prova le loro capacità di talent scout cercando di "acchiappare" il talento migliore e più affine alle proprie caratteristiche; per farlo hanno a disposizione un martelletto simile a quello dei battitori d'asta da utilizzare durante la clip di presentazione e i primi 15 secondi dell’esibizione dei talenti. Essi sono cantanti, acrobati, maghi, artisti stravaganti e così via. I vari talenti sono sia italiani che internazionali: alcuni girano le TV di tutto il mondo con i loro numeri, mentre altri sono alla ricerca di uno spazio nel mondo dello spettacolo.
Qualunque sia il valore e la natura del talento "acchiappato", l'acchiappatalenti deve preparare un'arringa per promuoverlo e convincere così il pubblico (che può votare sin dall’inizio per l’acchiappatalenti preferito sugli account X, Facebook e Instagram della trasmissione) e i giurati (i quali danno un voto da zero a dieci alla sua capacità di individuare e promuovere il talento scelto e anche alla sua affinità artistica). Questi ultimi, che sono personaggi altrettanto famosi e qualificati, giudicano se i cinque protagonisti abbiano fatto o meno la scelta giusta.
Il programma è articolato in due manche. Nella seconda manche, dopo la classifica provvisoria della giuria, ad ogni acchiappatalenti è proposto un cambio al buio con un altro talento, che deve scegliere se accettare oppure no, proseguendo in tal modo la gara con un nuovo compagno d'avventura.
Chi vince la puntata sulla base dei voti della giuria e del pubblico porta il suo talento in finale e si esibisce con lui nell'ultima puntata. La presidente di giuria sceglie inoltre un secondo talento e acchiappatalento da portare in finale.

## Cast

### Acchiappatalenti
Gli acchiappatalenti sono:
- Wanda Nara
- Teo Mammucari
- Mara Maionchi
- Francesco Paolantoni
- Sabrina Salerno

### Giuria
La giuria è composta da:
- Flavio Insinna
- Simona Ventura (Presidente di giuria)
- Francesco Facchinetti

## Dettaglio delle puntate

### Prima puntata
- Data: 10 maggio 2024
- Prima manche

Ad ogni acchiappatalento vengono proposti sei talenti che potranno essere cambiati nella seconda manche.
| Ordine di esibizione | Concorrente                 | Talento                     | Acchiappatalento     | Voto Giuria | Voto Giuria | Voto Giuria | Totale punteggio |
| Ordine di esibizione | Concorrente                 | Talento                     | Acchiappatalento     | Insinna     | Ventura     | Facchinetti | Totale punteggio |
| -------------------- | --------------------------- | --------------------------- | -------------------- | ----------- | ----------- | ----------- | ---------------- |
| 1                    | Silvia Saracino             | Canto                       | Mara Maionchi        | 6           | 7           | 8           | 21               |
| 2                    | Katharine e Joe             | Canto e ballo               | Teo Mammucari        | 7           | 5           | 4           | 16               |
| 3                    | Malevo                      | Ballo                       | Wanda Nara           | 8           | 3           | 3           | 14               |
| 4                    | Alberto Cartuccia Cingolani | Pianista                    | Sabrina Salerno      | 9           | 9           | 8           | 26               |
| 5                    | Sethward                    | Mimo                        | Non acchiappato      | 0           | 0           | 0           | 0                |
| 6                    | Ben Palumbo                 | Canto lirico e spogliarello | Francesco Paolantoni | 10          | 8           | 10          | 28               |

- Seconda manche

Ad ogni acchiappatalento viene proposto di cambiare il concorrente acchiappato nella prima manche con un nuovo concorrente.
| Ordine di esibizione | Concorrente       | Talento       | Acchiappatalento     | Cambio concorrente | Voto Giuria | Voto Giuria | Voto Giuria | Totale punteggio |
| Ordine di esibizione | Concorrente       | Talento       | Acchiappatalento     | Cambio concorrente | Insinna     | Ventura     | Facchinetti | Totale punteggio |
| -------------------- | ----------------- | ------------- | -------------------- | ------------------ | ----------- | ----------- | ----------- | ---------------- |
| 1                    | Antonio Vaglica   | Canto         | Wanda Nara           | Sì                 | 10          | 10          | 9           | 29               |
| 2                    | Matteo Del Campo  | Ballo e canto | Teo Mammucari        | Sì                 | 9           | 9           | 9           | 27               |
| 3                    | Francesco Miccoli | Magia         | Mara Maionchi        | Non cambiato       | 0           | 0           | 0           | 0                |
| 4                    | Grace Good        | Performance   | Sabrina Salerno      | Non cambiato       | 0           | 0           | 0           | 0                |
| 5                    | Il Pulcino        | Mimo          | Francesco Paolantoni | Non cambiato       | 0           | 0           | 0           | 0                |

- Classifica finale

Legenda: 
     Vincitore di puntata grazie alla somma tra il punteggio della giuria e le votazioni social; accede alla finale
     Accede alla finale per scelta della presidente di giuria
| Posizione | Concorrente                 | Acchiappatalento     | Punteggio | Esito                  |
| --------- | --------------------------- | -------------------- | --------- | ---------------------- |
| 1         | Antonio Vaglica             | Wanda Nara           | 29        | Accede alla finale     |
| 2         | Ben Palumbo                 | Francesco Paolantoni | 28        | Accede alla finale     |
| 3         | Matteo Del Campo            | Teo Mammucari        | 27        | Accede alla finale     |
| 4         | Alberto Cartuccia Cingolani | Sabrina Salerno      | 26        | Non accede alla finale |
| 5         | Silvia Saracino             | Maria Maionchi       | 21        | Non accede alla finale |

### Seconda puntata
- Data: 17 maggio 2024
- Prima manche

Ad ogni acchiappatalento vengono proposti sei talenti che potranno essere cambiati nella seconda manche.
| Ordine di esibizione | Concorrente       | Talento     | Acchiappatalento     | Voto Giuria | Voto Giuria | Voto Giuria | Totale punteggio |
| Ordine di esibizione | Concorrente       | Talento     | Acchiappatalento     | Insinna     | Ventura     | Facchinetti | Totale punteggio |
| -------------------- | ----------------- | ----------- | -------------------- | ----------- | ----------- | ----------- | ---------------- |
| 1                    | Esmeralda Bertini | Canto       | Wanda Nara           | 7           | 7           | 8           | 22               |
| 2                    | Adrian Stoica     | Ballo       | Sabrina Salerno      | 8           | 8           | 8           | 24               |
| 3                    | Black Widow       | Ballo       | Mara Maionchi        | 8           | 9           | 8           | 25               |
| 4                    | Miss Tress        | Canto       | Non acchiappato      | 0           | 0           | 0           | 0                |
| 5                    | Yousuke Aikawa    | Canto       | Francesco Paolantoni | 9           | 9           | 9           | 27               |
| 6                    | Umberto e Damiano | Performance | Teo Mammuccari       | 4           | 4           | 5           | 13               |

- Seconda manche

Ad ogni acchiappatalento viene proposto di cambiare il concorrente acchiappato nella prima manche con un nuovo concorrente.
| Ordine di esibizione | Concorrente            | Talento              | Acchiappatalento     | Cambio concorrente | Voto Giuria | Voto Giuria | Voto Giuria | Totale punteggio |
| Ordine di esibizione | Concorrente            | Talento              | Acchiappatalento     | Cambio concorrente | Insinna     | Ventura     | Facchinetti | Totale punteggio |
| -------------------- | ---------------------- | -------------------- | -------------------- | ------------------ | ----------- | ----------- | ----------- | ---------------- |
| 1                    | Michael Sagripanti     | Batterista           | Teo Mammucari        | Sì                 | 8           | 8           | 8           | 24               |
| 2                    | Adonà Mamo             | Canto                | Wanda Nara           | Sì                 | 8           | 8           | 9           | 25               |
| 3                    | Raymond e i Magic Boys | Ballo e spogliarello | Sabrina Salerno      | Sì                 | 8           | 9           | 9           | 26               |
| 4                    | Costante Biz           | Canto e performance  | Mara Maionchi        | Non cambiato       | 0           | 0           | 0           | 0                |
| 5                    | Il Castoro             | Mimo                 | Francesco Paolantoni | Non cambiato       | 0           | 0           | 0           | 0                |

- Classifica finale

Legenda: 
     Vincitore di puntata grazie alla somma tra il punteggio della giuria e le votazioni social; accede alla finale
     Accede alla finale per scelta della presidente di giuria
| Posizione | Concorrente            | Acchiappatalento     | Punteggio | Esito                  |
| --------- | ---------------------- | -------------------- | --------- | ---------------------- |
| 1         | Yousuke Aikawa         | Francesco Paolantoni | 27        | Accede alla finale     |
| 2         | Raymond e i Magic Boys | Sabrina Salerno      | 26        | Accede alla finale     |
| 3         | Black Widow            | Mara Maionchi        | 25        | Accede alla finale     |
| 3         | Adonà Mamo             | Wanda Nara           | 25        | Non accede alla finale |
| 5         | Michael Sagripanti     | Teo Mammucari        | 24        | Non accede alla finale |

## Ascolti
| Puntata | Messa in onda  | Telespettatori | Share  | Fonte |
| ------- | -------------- | -------------- | ------ | ----- |
| 1       | 10 maggio 2024 | 2 667 000      | 17,23% | [ 2 ] |
| 2       | 17 maggio 2024 | 2 315 000      | 15,24% | [ 3 ] |
| 3       | 24 maggio 2024 | 2 223 000      | 14,81% | [ 4 ] |
| 4       | 31 maggio 2024 | 2 156 000      | 14,02% | [ 5 ] |
| Finale  | 8 giugno 2024  | 1 805 000      | 13,47% | [ 6 ] |
| Media   | Media          | 2 233 000      | 14,95% |       |